# Воннь
Воннь (фр. Vongnes) — коммуна во Франции, находится в регионе Рона — Альпы. Департамент — Эн. Входит в состав кантона Вирьё-ле-Гран. Округ коммуны — Белле.
Код INSEE коммуны — 01456.

## География
Коммуна расположена приблизительно в 430 км к юго-востоку от Парижа, в 70 км восточнее Лиона, в 60 км к юго-востоку от Бурк-ан-Бреса.
Западная часть коммуны покрыта лесами.

## Население
Население коммуны на 2010 год составляло 74 человека.
| 1962 | 1968 | 1975 | 1982 | 1990 | 1999 | 2010 |
| ---- | ---- | ---- | ---- | ---- | ---- | ---- |
| 91   | 77   | 74   | 86   | 92   | 89   | 74   |

## Администрация
| Период | Период | Фамилия       | Партия       | Примечания |
| ------ | ------ | ------------- | ------------ | ---------- |
| 1977   | 1995   | Анри Гийон    |              |            |
| 1995   | 2014   | Паскаль Гийон | Разные левые |            |

## Экономика
В 2010 году среди 45 человек трудоспособного возраста (15—64 лет) 26 были экономически активными, 19 — неактивными (показатель активности — 57,8 %, в 1999 году было 72,4 %). Из 26 активных жителей работали 26 человек (15 мужчин и 11 женщин), безработных не было. Среди 19 неактивных 3 человека были учениками или студентами, 12 — пенсионерами, 4 были неактивными по другим причинам.

## Достопримечательности
- Церковь Св. Бодиана (XII век). Исторический памятник с 1976 года[3]
- Музей традиционного виноделия

## Фотогалерея

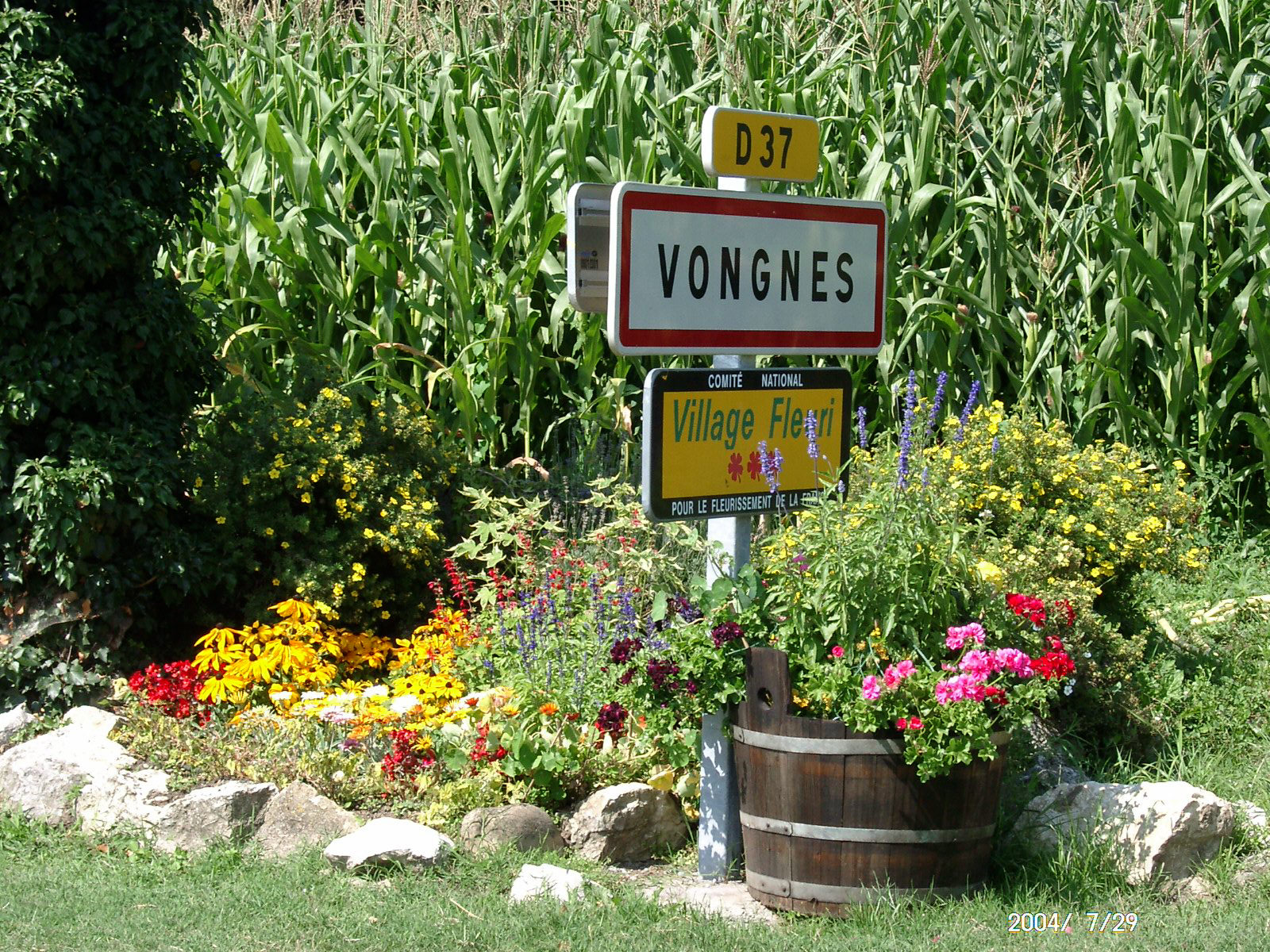
Знак на въезде в Воннь
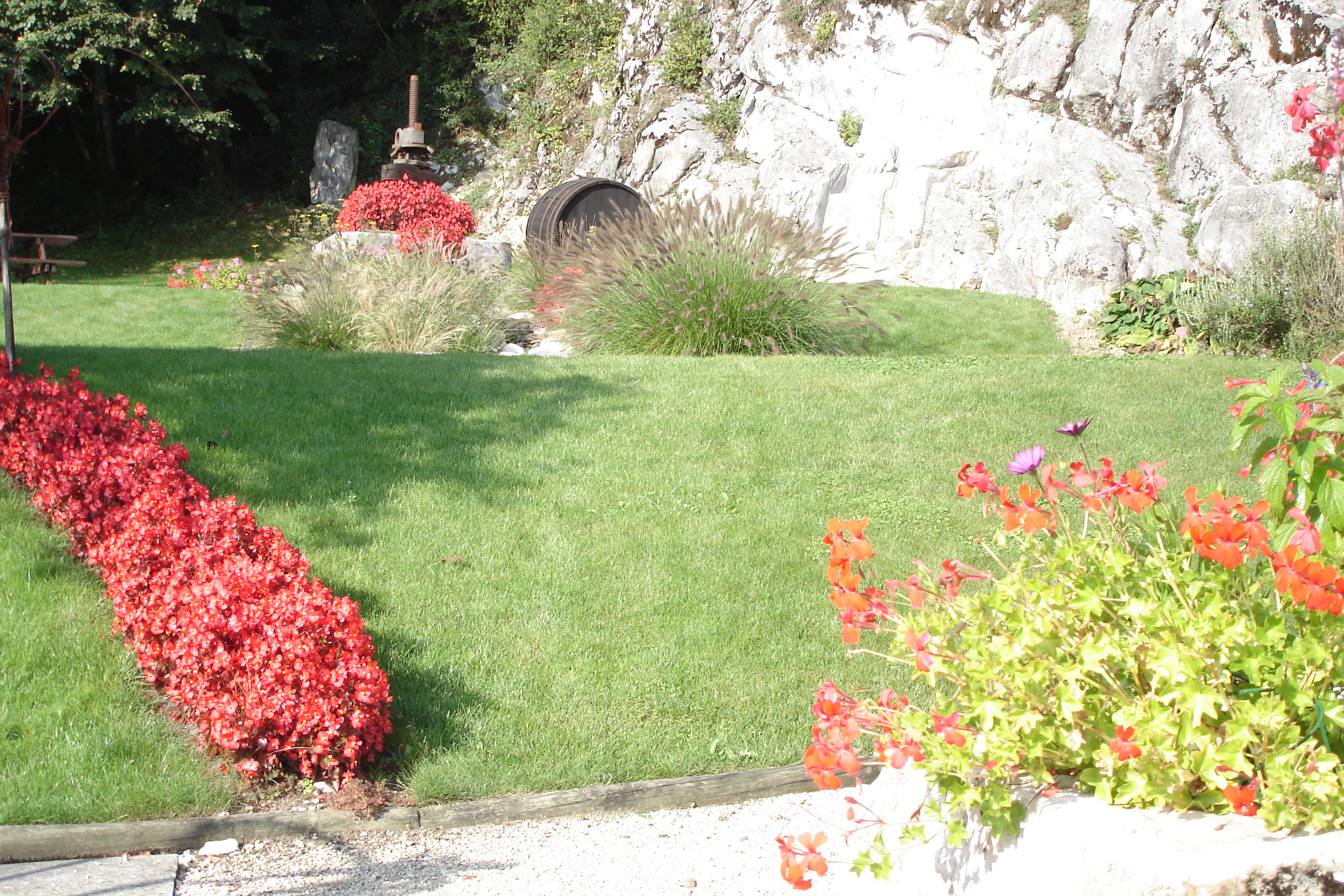
Музей традиционного виноделия
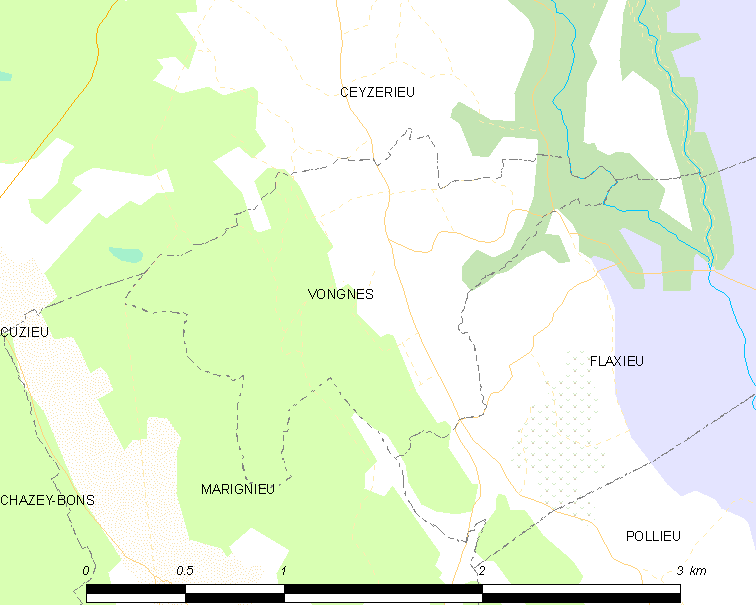
Карта коммуны